# Doppelgipfel
Von einem Doppelgipfel oder Zwillingsgipfel spricht man, wenn ein Berg zwei Gipfel trägt, die durch eine Scharte oder Senke voneinander getrennt sind. Synonym wird auch der Begriff Doppelspitze verwendet.

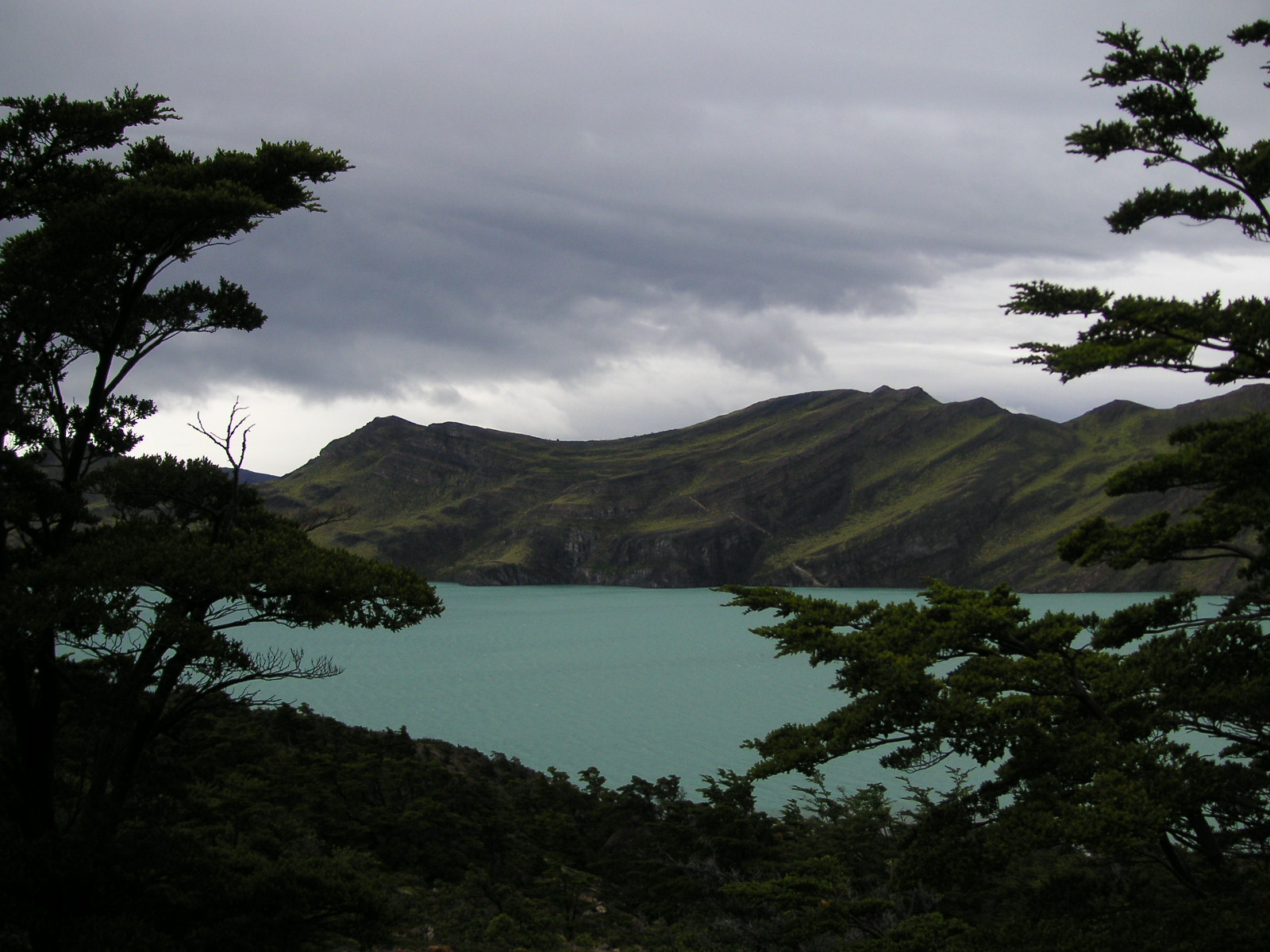
Eine Synklinale formt diesen Doppelgipfel in Patagonien

Ein bekannter Doppelgipfel ist der Großglockner, hier sind der Klein- und Großglocknergipfel durch die Glocknerscharte getrennt, die sich im Bereich einer geologischen Störung gebildet hat. Andere Doppelgipfel wiederum verdanken sich dem geologischen Faltenbau. So bilden am Mont Withrow in British Columbia widerstandsfähige Sandsteine der Faltenschenkel die Doppelgipfel, während das weiche Gestein im Faltenkern erodiert wurde.
Seltener gibt es auch dreifache Gipfel, wie die Rosengartenspitze in den Dolomiten, oder vierfache Gipfel wie etwa am Illimani in Bolivien.

## Bekannte Doppelgipfel (Auswahl)
Touristisch bekannte Doppelgipfel sind (annähernd von Ost nach West):

### In den Kalkalpen

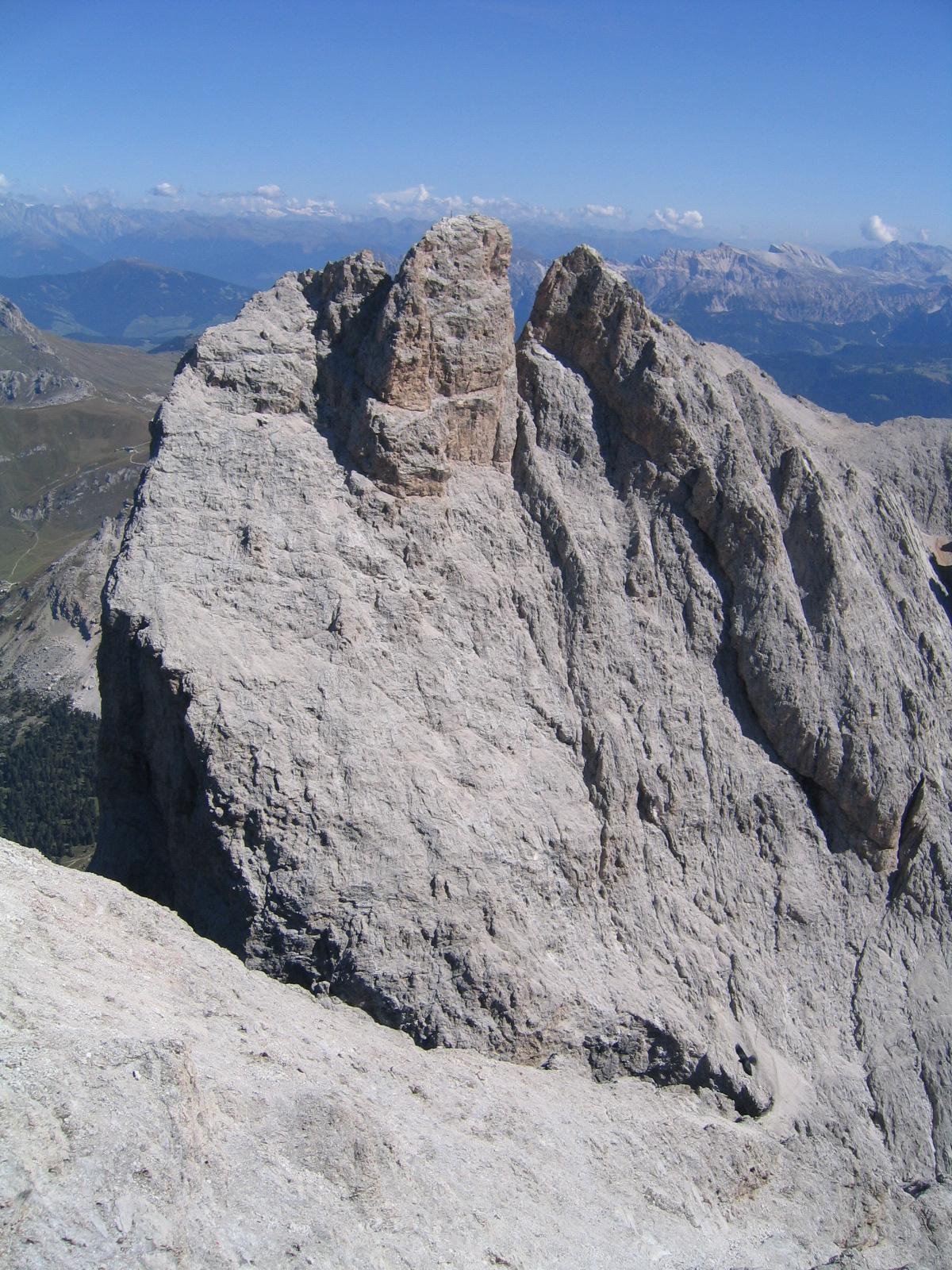
Die Furchetta in den Dolomiten

- der Schneeberg (Rax-Schneeberg-Gruppe)
- der Kaiserstein im Massiv der Wetterin (Steiermark)
- der Lugauer im Gesäuse (Steiermark)
- der Krippenstein (nördlich der Dachsteingruppe)
- die Bischofsmütze im Dachsteingebiet (Gosaukamm)
- der Brietkogel und der Eiskogel im Tennengebirge (Salzburg)
- die Karlspitzen im Kaisergebirge
- der Roß- und Buchstein (Oberbayern)
- die Klammspitze in den Ammergauer Alpen
- der Guffert im Rofan (Tirol)
- die Grauspitz (Liechtenstein)
- die Furchetta in der Geislergruppe (?)
- der Altmann im Alpstein, Ostschweiz

### In den Zentralalpen
- der Großglockner
- die Seekarspitze
- die Gleichenberge (Steiermark)

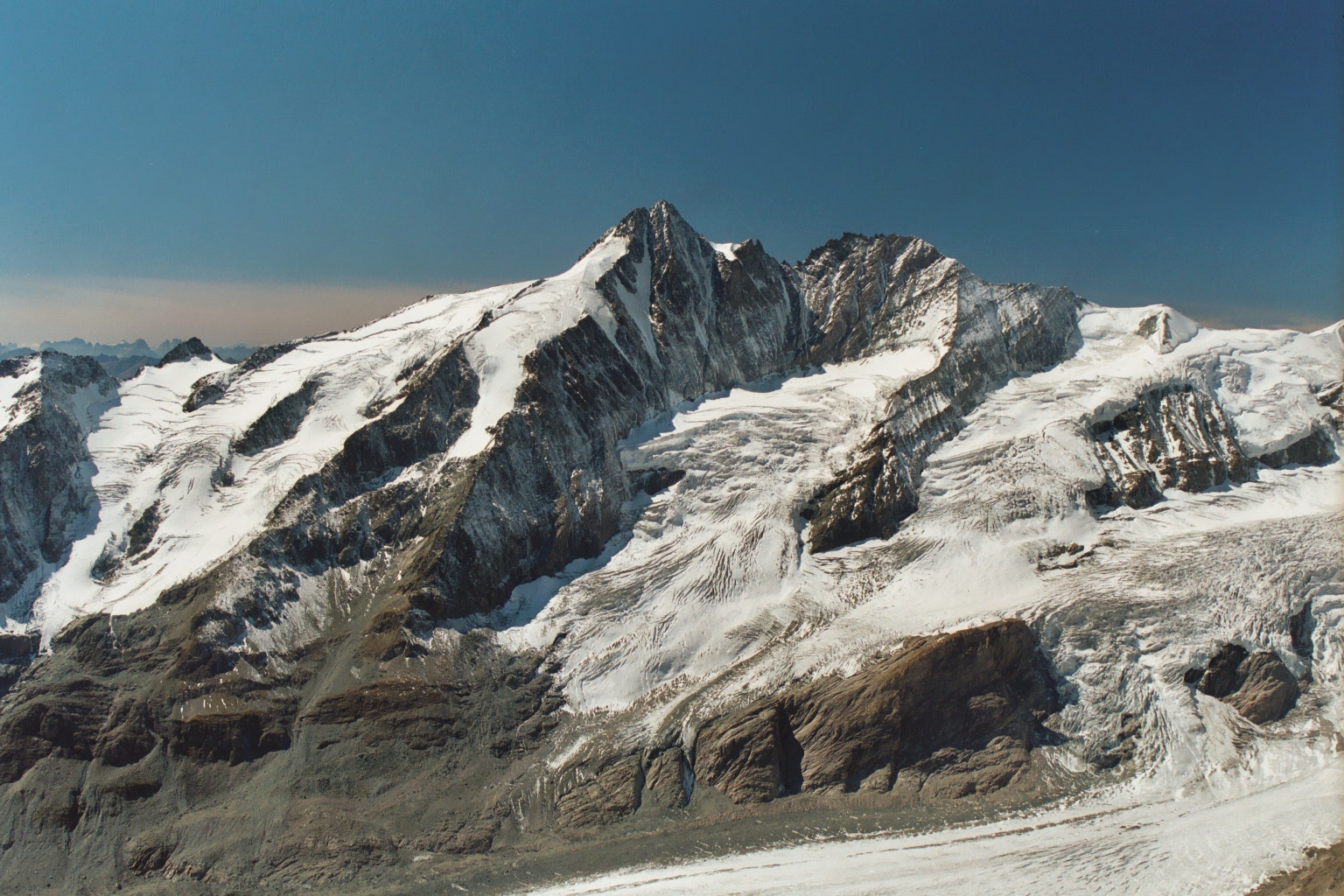
Der Großglockner, links der Klein-, rechts der Großglocknergipfel

- der Lasörling im Großvenediger, Hohe Tauern
- das Unterberghorn im östlichen Nordtirol
- die Wilde Kreuzspitze in den Zillertaler Alpen
- die Rofelewand in den Ötztaler Alpen
- die Watzespitze im Kaunergrat, Ötztaler Alpen
- die Wildspitze im Weißkamm, Ötztaler Alpen
- das Schwarz- und Weißhorn in Südtirol
- der Ortstock (Glarner Alpen)
- die Aiguille du Dru im Montblanc-Massiv
- die Aiguille Verte im Montblanc-Gebiet

### In anderen Gebirgen Europas

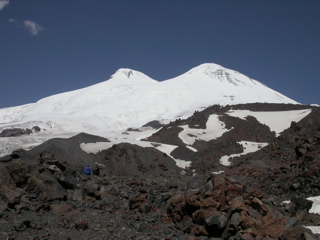
Der doppelgipfelige Elbrus im Kaukasus

- der Smolikas (Bogdani und Kapetan Tsekouras) in Griechenland
- der Bubenik in der Oberlausitz
- der Strohmberg in der Oberlausitz
- der Osser im Bayerischen Wald
- der Špičák (Sattelberg) im Erzgebirge
- der Burgstadtl im Duppauer Gebirge
- die Schanzberge beim Tischberg, Südböhmen
- Schwarze Mauer und Kamenec an der Grenze Oberösterreich-Böhmen
- Großer Auerberg im Harz (auf 10 cm gleiche Höhe!)
- die Ehrenbürg, ein Zeugenberg in der Fränkischen Schweiz
- der Hohenstoffeln (Vulkan im Hegau)
- die Berguedà in den Pyrenäen

### In den Hochgebirgen Asiens

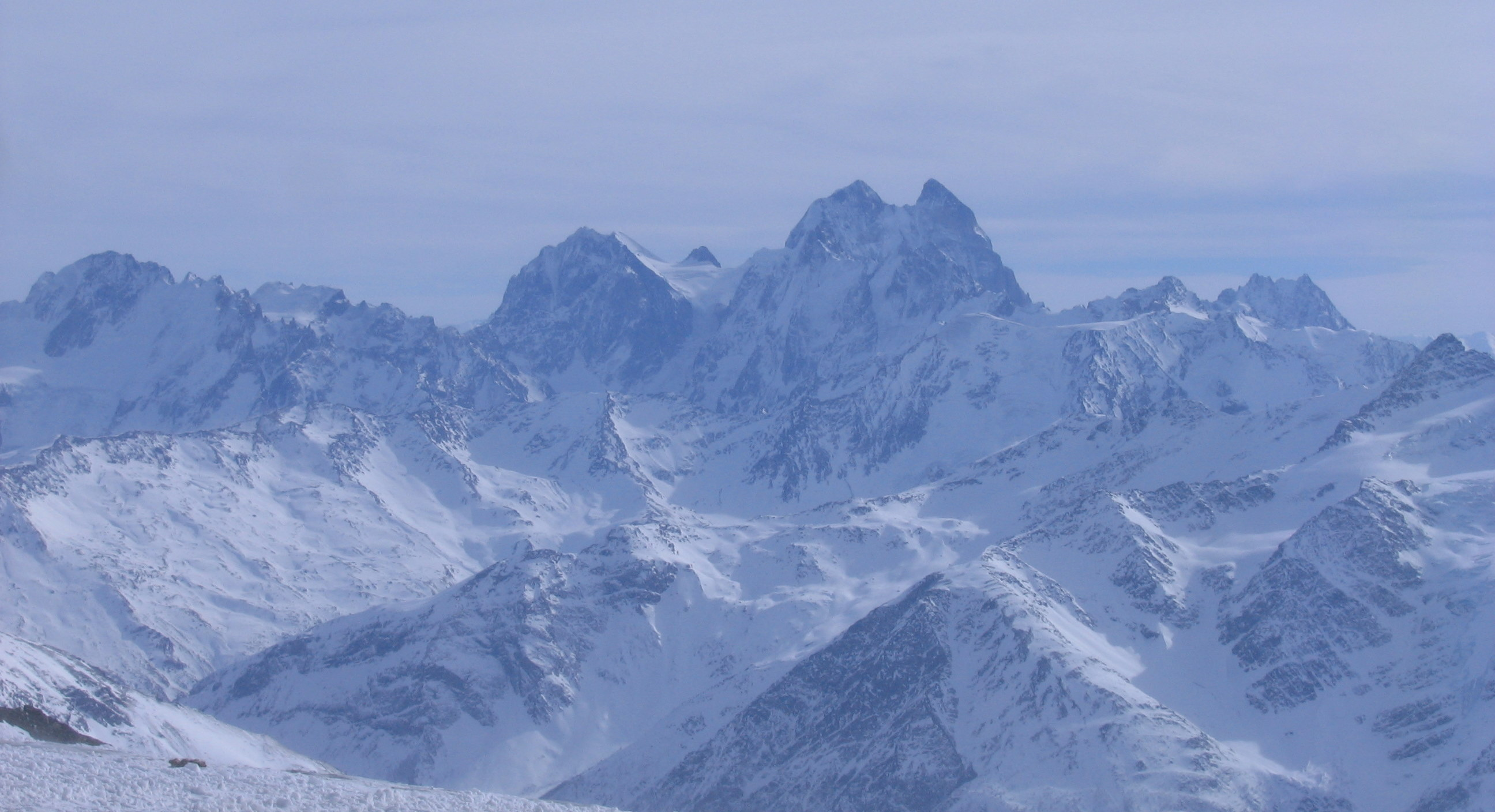
Uschba im Kaukasus

- der Hasan Dağı in der Region Kappadokien, Türkei
- der Uschba in Georgien
- der Elbrus (zweigipfliger Vulkan) im Kaukasus
- der Raja Gyepang in Zentral-Lahaul (Indien)
- der Machapuchare im Annapurnamassiv im Himalaya, Nepal
- die Chogolisa im Karakorum, Pakistan
- der Broad Peak mit Vor- und Hauptgipfel im Karakorum, China/Pakistan
- der Gasherbrum IV, südlicher Nachbar des Broad Peak im Karakorum, Pakistan

### In anderen Gebirgsregionen
- der Mont Ross auf den Kerguelen
- der Pico Duarte auf Haiti (Dominikan. Republik)
- der Chaupi Orco in den Anden
- der Ancohuma in den Anden
- die Olympic Mountains im Felsengebirge (USA/Washington)
- Una Peaks vv. Una’s Tits am Kap Renard